# 武富士ダンサーズ
武富士ダンサーズ（たけふじダンサーズ、Takefuji Dancers）は、消費者金融業を運営していた武富士（2010年9月28日倒産）のテレビCMに1991年から2010年まで出演していた女性ダンサー集団。制作は中央宣興（2010年10月5日破産）。ジョー・リノイエの「SYNCHRONIZED LOVE」でダンスをするCMで有名であった。

## 略史

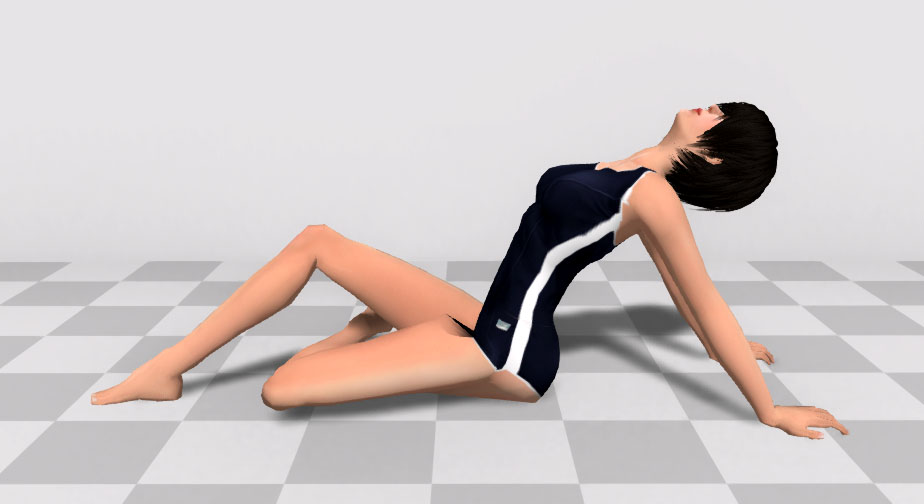
ダンスの決めポーズ

1990年、「SYNCHRONIZED LOVE」の曲に合わせて、女性3人（新井由美子・三瀬真美子・清水玉恵）が、白いレオタード姿で踊っているバージョンが放映される。
1991年、武富士の企業イメージCMとして初登場。300人余のオーディションから男女14人が選出された。当初の撮影はハットとジャケットで行われたが、当時の武富士社長武井保雄の要望で武井自ら購入したシルバーのレオタードの衣装でも撮影され、最終的に採用された。当時のダンサーに支払われたギャラは30万円で、半年ごとに追加報酬もあった。「SYNCHRONIZED LOVE」に合わせてレオタード姿の女性たちが踊るCMは一躍話題となり、問い合わせも殺到した。なお、女性3人バージョンもこの時期並行して放映されている。
1998年にはメンバーを15人に増やし、新たに再構成し直した新バージョンが放送された。前バージョン以上の反響を呼び、様々なメディアで取り上げられることとなった。この年の夏には、ビーチで水着モデルの西原麻衣、朝倉ちあきが寝そべっていると突然曲がかかり、オレンジビキニ姿のダンサーズが登場して踊り出すと2人がそこに加わわるという別バージョンも放映された。
2001年、完全新版として新たに作り直された。オーディションを行って精鋭のプロダンサー12名を採用、コスチュームや振付も一新し、CMそのものは好評であった。しかしながら、2003年に起きた武富士の不祥事（ジャーナリスト宅盗聴事件）により、会長の武井が逮捕。それを受けて、CMの放送自粛を余儀なくされる。その頃愛知県稲沢市の小学校では4年生の総合学習で学ぶ踊りの音楽としてこの曲を取り上げていたが、事件発覚後に親からの抗議を受け変更された。
2005年、4度目のCMを制作。再度オーディションを行い8名の新メンバーを選出、振付もTRFのSAMらによって全く新しいものになった。なお、この頃までに、テレビ（地上波等）においては消費者金融業のCMに関する規制が厳しくなっており、「計画的な利用」を意識させる演出でないと放送できないことから、このCMはテレビでの放映はなされず、劇場（映画上映前に上映）及びネット配信での公開となった。
2010年9月28日、武富士が東京地方裁判所に会社更生法を申請し、受理され倒産（負債額は約4336億円）。その影響を受けて、翌週の10月5日、当欄の武富士CMの制作全てを担当してきた中央宣興株式会社が自己破産を申請した。これにより、武富士ダンサーズは事実上解散した。
その後、日本保証へ武富士の事業が譲渡された2012年には新たにダンスの振り付け付きのCMが放送されていたが、衣装や曲は別のものとなっており武富士ダンサーズとは別物となっている。

## パロディ
CMの認知度上昇に従って、パロディやオマージュが多数作られている。
- 『北野ファンクラブ』において、たけし軍団が「シンクロナイズド・ラブ」の替え歌に合わせてブリーフ1枚のみを身に着けた姿で踊るショート映像が作られた。
- 『笑う犬の冒険』のコント「センターマン」において、原田泰造演じるコントの主人公センターマンが報酬の分け前などの比率の持論を強調、正当化するために、女性ダンサーを従え本CMのパロディのダンスを踊る。BGMも原曲「シンクロナイズド・ラブ」の替え歌。
- KINCHO 虫よけキンチョール - 蚊の出やすい竹藪で女性ダンサーが踊る[4]。BGMはメロディなどを似せているが別の曲。
- 練馬大根ブラザーズ - 作中に正体不明の貸金業マネーマン、マネーダンサーズとして登場。登場人物がお金が必要だがない時にどこからともなく大型ATMを神輿のように担いで現れ、踊りながら貸したい相手を強制的にATM操作させお金を貸したあと去っていく。
- So-net - 登美丘高校ダンス部による精巧なリメイク。無論BGMも「シンクロナイズド・ラブ」原曲。
- ハリガネロックの持ちネタに「全て顔を出していない為。これは借金を返せない人たちが集められて見せしめの為に踊らされている」というものがあるが、いつしかネタの部分が削除され都市伝説として広まった[5][6]。